# Kathedrale von Mazara del Vallo

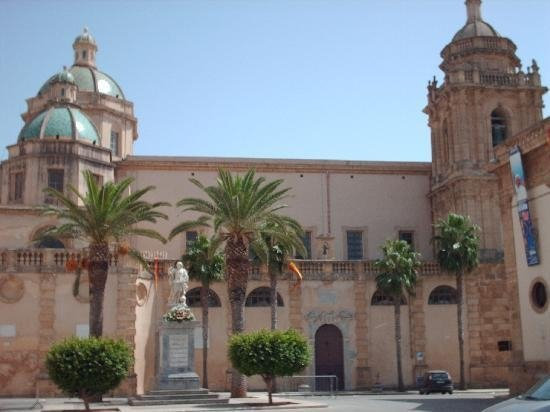
Kathedrale in Mazara del Vallo

Die Kathedrale San Salvatore in Mazara del Vallo ist die Kathedrale des Bistums Mazara del Vallo, einer Diözese in der Kirchenprovinz Palermo der Kirchenregion Sizilien der Römisch-Katholischen Kirche.
Entstanden zwischen 1086 und 1093, erfuhr die Kirche zwischen 1690 und 1694 einschneidende Umbauten. Normannisch sind noch die Apsis und Teil der Mauern des Transepts. Der Campanile stammt aus den Jahren 1654 bis 1658, die Fassade wurde 1904 bis 1906 erneuert, hat aber ein Hochrelief bewahrt, auf dem Graf Roger I. auf einen Ungläubigen losgeht. 
Im Vestibül findet sich eine Gedenkplatte für den Bischof Tustinus von Mazara († 1180), die aus dieser Zeit stammt, sowie ein römischer Sarkophag aus dem 3. nachchristlichen Jahrhundert. Im Korridor zwischen der Kapelle der Madonna del Soccorso und der Sakramentenkapelle ist ein mittelalterliches Fresko mit einer Pantokratordarstellung erhalten.